# Tala (personaggio)
Tala è un personaggio dei fumetti appartenente all'universo della DC Comics. Apparsa per la prima volta come avversaria dello Straniero Fantasma, tuttavia il suo personaggio è anche apparso nella serie animata Justice League.
Tala è una Dea di una parte dell'Inferno, dedita a corrompere i mortali inducendoli a compiere azioni malvagie e a operare per la diffusione del male sulla terra. È stata alleata occasionale dei malvagi Signori del caos o dello stregone oscuro  Tannarak con il quale ha anche avuto una relazione sentimentale. Nemica giurata dello Straniero Fantasma che ha cercato più volte di sconfiggere e di ammaliare.